# Marc Biadacz

Marc Biadacz (2024), Foto: Tobias Koch

Marc Josef Biadacz (* 3. September 1979 in Böblingen) ist ein deutscher Sozialwissenschaftler und Politiker (CDU). Seit 2017 ist er Mitglied des Deutschen Bundestages als direkt gewählter Abgeordneter des Wahlkreises Böblingen.

## Leben
1986 bis 1991 besuchte Biadacz die Friedrich-Silcher-Grundschule Böblingen. 1991 bis 1993 war er Schüler am Max-Planck-Gymnasium Böblingen, 1993 bis 1997 an der Albert-Schweitzer-Realschule Böblingen und 1997 bis 2000 am Ernährungswissenschaftliches Gymnasium (Mildred-Scheel-Schule) Böblingen. Von 2000 bis 2001 absolvierte er seinen Zivildienst beim Deutschen Roten Kreuz Kreisverband Böblingen. Von 2001 bis 2007 studierte Biadacz an der Universität Stuttgart Soziologie und Politikwissenschaft. Von 2008 bis 2010 war er Projektmanager bei der Mercedes-Benz Technology GmbH & Co. KGaA (Daimler AG). Von 2010 bis 2013 war er Büroleiter des Oberbürgermeisters Bernd Vöhringer der Stadt Sindelfingen. Von 2013 bis 2015 war er Standortleiter in Stuttgart für die PR-Agentur Straub & Linardatos GmbH. Von 2015 bis 2017 war er als Executive Vice President bei der Bonial International GmbH, einem Unternehmen der Axel Springer SE, tätig. Nach seinem Einzug in den 19. Deutschen Bundestag im Zuge der Bundestagswahl 2017 wurde er von seiner Tätigkeit dort beurlaubt.
Biadacz ist römisch-katholischer Konfession.

## Politische Tätigkeiten

### Partei und Kommunalpolitik
Marc Biadacz ist seit 1999 Mitglied der CDU. Von 2000 bis 2003 war er Vorsitzender des JU-Stadtverbandes Böblingen und von 2003 bis 2005 Vorsitzender des JU-Kreisverbandes Böblingen. Von 2004 bis 2009 war er Mitglied des Gemeinderates Böblingen. Von 2013 bis 2019 Vorsitzender des CDU-Stadtverbandes Böblingen und von 2014 bis 2019 Mitglied des Gemeinderates Böblingen. Seit 2019 ist Marc Biadacz Mitglied des Kreistages des Landkreises Böblingen.
Er ist seit 2024 Mitglied im Bezirksvorstand der CDU-Nordwürttemberg, seit 2025 Vorsitzender des CDA-Bezirksverbands Nordwürttemberg und seit 2025 stellvertretender Vorsitzender des CDU-Kreisverbands Böblingen.

### Deutscher Bundestag
Bei der Bundestagswahl 2017 gelang Biadacz der Einzug als Abgeordneter in den Bundestag als Direktkandidat im Bundestagswahlkreis Böblingen für die CDU. Er war im 19. Deutschen Bundestag ordentliches Mitglied im Ausschuss für Arbeit und Soziales und im Petitionsausschuss. Zudem gehörte er als stellvertretendes Mitglied dem Ausschuss Digitale Agenda an. Außerdem war er Mitglied in der Enquete-Kommission Künstliche Intelligenz.
Marc Biadacz ist mit Nadine Schön, Thomas Heilmann und 27 weiteren Unionsabgeordneten Autor von Neustaat – Politik und Staat müssen sich ändern. 64 Abgeordnete & Experten fangen bei sich selbst an – mit 103 Vorschlägen, 2020.
Bei der Bundestagswahl 2021 konnte er sein Direktmandat mit 29,7 Prozent der Erststimmen verteidigen. Im 20. Deutschen Bundestag ist er ordentliches Mitglied im Ausschuss für Arbeit und Soziales sowie im Ausschuss für Digitales. Im Ausschuss für Arbeit und Soziales ist er Obmann und stellvertretender Vorsitzender für die CDU/CSU-Bundestagsfraktion.
Auch bei der Bundestagswahl 2025 sicherte sich Marc Biadacz das Direktmandat im Wahlkreis Böblingen. Dieses Mal mit 37,3 % der Stimmen. Bei den Verhandlungen über eine Koalition zur Bildung einer neuen Bundesregierung aus CDU, CSU und SPD war Biadacz Teil des Verhandlungsteams der Union für den Bereich Arbeit und Soziales.  
Im 21. Deutschen Bundestag ist er ordentliches Mitglied im Ausschuss für Arbeit und Soziales und stellvertretendes Mitglied im Ausschuss für Digitales und Staatsmodernisierung. Er ist Vorsitzender der Arbeitsgruppe Arbeit und Soziales der CDU/CSU-Bundestagsfraktion.  

## Mitgliedschaften
Von 2004 bis 2009 war er Mitglied im Aufsichtsrat der Mineraltherme Böblingen GmbH. Er war von 2011 bis 2019 im Verwaltungsrat beim Verein für Jugendhilfe im Landkreis Böblingen e. V., seit 2014 ist er Lehrbeauftragter an der wirtschafts- und sozialwissenschaftlichen Fakultät der Universität Stuttgart. Zudem ist er seit 2018 Beisitzer im Bezirksverband Nordwürttemberg des Volksbundes Deutscher Kriegsgräberfürsorge. Außerdem war er von 2014 bis 2019 Mitglied im Aufsichtsrat der Stadtwerke Böblingen GmbH.